# Plagiochasma intermedium
Plagiochasma intermedium là một loài rêu trong họ Aytoniaceae. Loài này được Lindenb. & Gottsche mô tả khoa học đầu tiên năm 1846.